# Spiradiclis microcarpa
Spiradiclis microcarpa är en måreväxtart som beskrevs av Hsien Shui Lo. Spiradiclis microcarpa ingår i släktet Spiradiclis och familjen måreväxter. Inga underarter finns listade i Catalogue of Life.